# Okeanomyces cucullatus
Okeanomyces cucullatus är en svampart som först beskrevs av Jan Kohlmeyer, och fick sitt nu gällande namn av K.L. Pang & E.B.G. Jones 2004. Okeanomyces cucullatus ingår i släktet Okeanomyces och familjen Halosphaeriaceae.   Inga underarter finns listade i Catalogue of Life.